# Жирнов, Дмитрий Александрович
Дми́трий Алекса́ндрович Жирно́в (род. 1 июня 1977) — российский дипломат. Посол Российской Федерации в Афганистане с 29 апреля 2020 года. Чрезвычайный и полномочный посол (2025).

## Биография
Дмитрий Жирнов родился в 1977 году. 
Завершил обучение и получил диплом о высшем образовании Московского государственного института международных отношений при Министерстве иностранных дел России, в 2000 году. После окончания учебного заведения приступил к дипломатической работе. Защитил диссертационную работу на соискание степени кандидата политических наук. 
Работал в системе Министерства иностранных дел, деятельность осуществлял в центральном аппарате и за рубежом.
С 2016 по 2019 годы работал в должности советника-посланника Посольства России в США.
Указом президента России Владимира Путина 29 апреля 2020 года назначен чрезвычайным и полномочным послом Российской Федерации в Афганистане.
Женат. Владеет английским и китайским языками.

## Дипломатический ранг
- Чрезвычайный и полномочный посланник 2 класса (26 декабря 2017)[4].
- Чрезвычайный и полномочный посланник 1 класса (10 февраля 2022)[5].
- Чрезвычайный и полномочный посол (10 февраля 2025)[6]

## Награды
- Орден Дружбы (3 апреля 2023) — за большой вклад в реализацию внешнеполитического курса Российской Федерации и многолетнюю добросовестную дипломатическую службу[7].